# Anzio
Anzio es una ciudad ubicada en la costa de la región del Lacio, Italia, a unos 53 km al sur de Roma. Actualmente es una ciudad turística con una hermosa bahía, y es punto de salida de ferrys e hidroplanos a las islas Pontinas, Palmarola y Ventotene. La ciudad fue la cuna de los emperadores romanos Calígula y Nerón. Durante la Segunda Guerra Mundial se llevó a cabo un desembarco aliado en sus playas, que se conoce como la batalla de Anzio.

## Breve historia
Fundada como Antium (su nombre latino), fue capital de los volscos hasta que los romanos la conquistaron en el año 468 a. C. En el año 348 a. C. Antium queda bajo protectorado romano gracias a un tratado que firma con la potencia rival Cartago. En el año 341 a. C. los volscos se rebelan contra los romanos, pero son derrotados y Antium es arrasada y colonizada por tribus leales a Roma. Durante las guerras civiles, Antium se une al bando de Sila y los Optimates, esto ocasiona que Cayo Mario la ataque en el 87 a. C.
Debido a su proximidad con Roma, con el tiempo Antium se volvió un lugar de vacaciones para los nobles romanos, lo que motivó que se construyeran lujosas villas, cuyos restos han sido excavados intensamente. Los emperadores de la dinastía Julia-Claudia visitaban frecuentemente el puerto, y Mecenas tenía su propia villa. Entre sus ruinas se han encontrado la Fanciulla d'Anzio, el Gladiador Borghese y el Apolo del Belvedere.
En la Edad Media la población emigró a la cercana Nettuno. En el siglo XVII los papas Inocencio XII y Clemente XI restauraron la ciudad al este de su ubicación inicial. Debido a esto, la nueva ciudad cede terreno continuamente al mar, a diferencia de la antigua capital volsca. La turística ciudad está repleta de complejos hoteleros y villas, entre las que se encuentra el Paradiso sul mare y la Villa Borghese.
La batalla de Anzio fue parte de las operaciones militares de la Segunda Guerra Mundial y duró desde el 22 de enero de 1944 hasta el 24 de mayo del mismo año. En la ciudad también se encuentra el Cementerio de la Cabeza de Playa, donde yacen los soldados estadounidenses que murieron en dicho desembarco.

## Personalidades de Anzio
Alessio Romagnoli, futbolista profesional del A.C. Milán.
Calígula y Nerón, emperadores del Imperio Romano.

## Evolución demográfica
| Gráfica de evolución demográfica de Anzio entre 1861 y 2019 |
|                                                             |
| Fuente ISTAT - elaboración gráfica de Wikipedia             |